# Варин
Варин (нем. Warin) — город в Германии, в земле Мекленбург-Передняя Померания.
Входит в состав района Северо-Западный Мекленбург. Подчиняется управлению Нойклостер-Варин. Население составляет 3524 человека (на 31 декабря 2010 года). Занимает площадь 44,26 км². Официальный код — 13 0 58 105.